# Schiffsabweiser

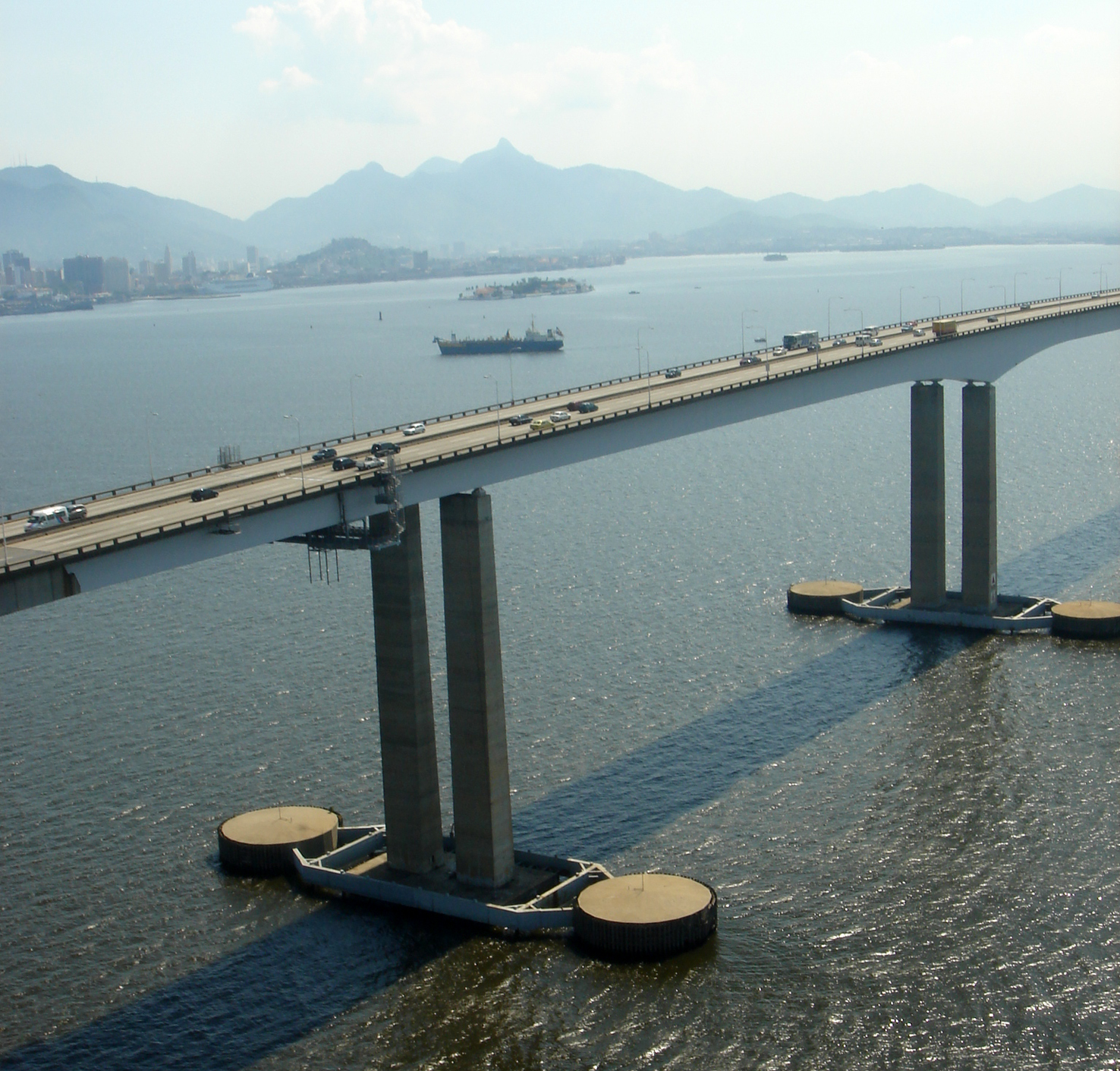
Dolphins an der Rio-Niterói-Brücke

Ein Schiffsabweiser ist eine Vorrichtung, die den ungeplanten Anprall von Schiffen, vor allem Seeschiffen, auf Brückenpfeiler verhindern oder zumindest soweit abmildern soll, dass die Brücke selbst nicht beschädigt wird oder gar einstürzt. Solche Abweiser werden etwa auch um im Wasser stehende Masten, etwa für Freileitungen errichtet.
Wo Schiffe geplant anlegen oder unversehens durch Wind oder Strömung antreiben, wie in Schleusen, können federnde Bauelemente das regelmäßige Anstoßen bauwerkseitig abmildern.

## Vorgeschichte
Über Jahrhunderte wurden die Steinbogen- und insbesondere die vielen Holzbrücken fast nur durch Hochwasser, Stürme und Eisgang, Erdbeben oder Krieg zum Einsturz gebracht. Seit dem Beginn der industriellen Revolution kam es zu zahlreichen Einstürzen, weil das Material noch nicht den Anforderungen entsprach, die neuen Techniken noch nicht beherrscht oder die Brücken überlastet wurden.
Kollisionen von Schiffen, die zum Einsturz meist einzelner Brückenfelder führten, traten vermehrt erst ab den 1940er Jahren auf, fanden aber als nur eine von zahlreichen anderen Einsturzursachen wenig Beachtung. Die Kollision eines Tankers mit der General-Rafael-Urdaneta-Brücke im Maracaibo-See in Venezuela 1964 und der von einem Eisenerzfrachter verursachte Einsturz der Tasman Bridge in Hobart, Tasmanien, Australien 1975 wurden noch als nicht abwendbare Unglücke hingenommen.
Erst als 1980 kurz hintereinander die Almöbron in Schweden durch einen 27.890-DWT-Frachter und ein Abschnitt der Sunshine Skyway Bridge in Florida durch einen ähnlich großen Frachter zum Einsturz gebracht wurden, begannen Diskussionen, wie solche Unglücke verhindert werden könnten.

## Einteilung der Schutzvorrichtungen
Es wurden verschiedene Möglichkeiten in Betracht gezogen und fallweise auch angewendet, die sich wie folgt gruppieren lassen:

### Hauptöffnung ohne Pfeiler (im Wasser)
Die Hauptöffnung der Brücke wird so groß gebaut, dass die Pfeiler außerhalb der Reichweite der Schiffe stehen. Beispielsweise wurde die Almöbron durch die Tjörnbron  ersetzt, deren Pylone hoch auf den gegenüberliegenden Ufern angeordnet wurden. Dies setzt voraus, dass die größere Spannweite noch zu vertretbaren Kosten überbrückt werden kann. Das gleiche Ziel wurde bei der George Washington Bridge  erreicht, indem man das linke Ufer des Hudson River so weit vorschob, dass auch der östliche Pylon im Trockenen steht.

### Schutzinsel
In seltenen Fällen kann eine natürliche Insel als Fundament für den Pfeiler verwendet werden, wie das bei der Forth Bridge  der Fall ist. Eine künstliche Schutzinsel lässt sich herstellen, wenn es einen ausreichend festen Untergrund gibt und der reduzierte Abflussquerschnitt kein Problem darstellt. Beispiele für künstliche Schutzinseln gibt es bei der Puente de las Américas  über die Einfahrt zum Panamakanal, bei der Laviolette-Brücke  in Trois-Rivières über den Sankt-Lorenz-Strom oder auch bei der Verrazzano-Narrows Bridge  über die Hafeneinfahrt von New York City, deren Pylone von großen Wällen aus aufgeschütteten Felsbrocken umgeben sind.

### Schiffsabweiser

#### Caissons bzw.Dolphins
Im Abstand von 50 bis 80 m vor dem Brückenpfeiler werden häufig runde Spundwandkästen angeordnet, die mit Steinen gefüllt und mit einem Stahlbetondeckel geschlossen sind. Sie setzen einen guten Untergrund und nicht zu große Wassertiefe voraus. Sie sollen die Energie eines Anpralls in erster Linie durch ihre Masse, in zweiter Linie auch durch ihre Verformung absorbieren. Die Pylone der als Ersatz für die eingestürzte Brücke neu gebauten Sunshine Skyway Bridge  über die Tampa Bay bei Saint Petersburg, Florida werden nicht nur durch Inseln aus aufgeschütteten Felsbrocken geschützt, sondern zusätzlich durch Dolphins mit Durchmessern von 20 m. An den Hauptdurchlässen der Rio-Niterói-Brücke wurden beidseits der Pfeiler Dolphins angebracht, die sich bei einem Anprall über Querverbindungen an den Pfeilern vorbei gegenseitig abstützen.

#### Schutzsysteme aus Pfählen
Es werden auch Schutzsysteme mit einzelnen Pfählen oder Pfahlgruppen (Dalben) verwendet, auch in Form von Schutzwänden, die aus einer Vielzahl von dicht nebeneinander stehenden Pfählen oder aus Spundwandprofilen gebildet werden. So sind die Fundamente der Astoria Bridge  über den Columbia River in Oregon, USA, im Abstand von 4 bis 6 m durch wabenförmig strukturierte Spundwandkonstruktionen umgeben. Sie sollen die Energie eines Anpralls durch ihre Verformung absorbieren.
Bei der Rosario-Victoria-Brücke  über den Río Paraná in Argentinien wurden große Schiffsabweiserbauwerke in einem lichten Abstand von 17,5 m vor den Pylonen und den folgenden sieben stromseitigen Pfeilern der Rampenbrücke errichtet. Sie bestehen aus mehreren, bis zu 60 m langen und 2 m starken Stahlrohren, die mit armiertem Beton gefüllt sind und im Abstand von 5 m in den Untergrund eingebracht wurden. Die Köpfe der Pfeiler sind gelenkig mit einer sehr steifen Stahlbetonplattform verbunden.

#### Schwimmende Systeme
Schwimmende Systeme bestehen aus großen, meist dreieckigen Schwimmkörpern, die in weitem Abstand vor den Pfeilern verankert sind. Sie sind auch in großen Wassertiefen und mit entsprechender Verankerung auch bei schlechten Untergrundverhältnissen einsetzbar. Sie sollen ein vom Wege abgekommenes Schiff so weit verlangsamen, dass es keine Gefahr mehr darstellt. Sie sollen also die Energie des Schiffsanpralls mit kleinen Kräften auf großen Wegen absorbieren oder wenigstens mildern. Ihr Nachteil ist, dass sie von sehr großen Schiffen überfahren werden können. Beispiele der schwimmenden Systeme finden sich bei der Puente General Manuel Belgrano (Puente Chaco–Corrientes)  und bei dem Complejo Zárate – Brazo Largo , beide über den Río Paraná in Argentinien, sowie bei der Francis Scott Key Bridge  in Baltimore, Maryland, USA. Das zentrale Element der letztgenannten Francis-Scott-Key-Brücke, ein Truss über den Hauptschiffsdurchlass und beidseits jeweils einen weiteren Durchlass stürzte nach einer Schiffskollision mit einem Pfeiler trotz der installierten Sicherheitssysteme am 26. März 2024 in den Patapsco River beim Hafen von Baltimore.

## Schiffseitig und anderes
Schiffsseits haben Bugsierschiffe einen puffernden Bugwulst, Schiffe generell mitunter Fender vor der Bordwand. Auch beim Stapellauf können puffernde Elemente zwischen Schiffsrumpf und schiefer Ablauframpe genutzt werden, etwa sich abwälzende, luftgefüllte Riesenschläuche. Die Schultern von Schubschiffe haben einen etwas puffernden und gleitfähigen Belag.

### Straßenfahrzeug
Laderampen für Lkw werden mitunter mit puffernder Front ausgerüstet. Am Heck von Lkw sind häufig zwei Gummipuffer montiert, die ebenfalls den Anstoß mildern.